# Tobie Miller
Tobie Miller (* in Vancouver) ist eine kanadische Drehleierspielerin, Blockflötistin, Sängerin und Spezialistin für Alte Musik. Sie gilt als herausragende Interpretin auf der barocken Drehleier.

## Leben und Werk
Tobie Miller wuchs in einer Familie klassischer Musiker in Vancouver und Montreal auf. Ihre Mutter war Geigerin, ihr Vater Tubist. Bereits mit drei Jahren spielte sie, angeleitet von ihrer Mutter, Geige, später auch Klavier. Auch die Liebe zur Alten Musik stellte sich früh in Form einer Sammelleidenschaft von entsprechenden Schallplattenaufnahmen ein. Sie absolvierte an der McGill University in Montreal ein Studium der historischen Aufführungspraxis. An der Schola Cantorum Basiliensis studierte sie Blockflöte sowie Gesang des Mittelalters  und erwarb 2008 das Diplom und 2012 einen M.A. in Musikpädagogik. Ihre Studien in Basel wurden vom Kanadischen Kulturrat und dem J.B.C. Watkins Award unterstützt. Für die Jahre 2011 und 2012 erhielt Miller ein weiteres Stipendium des Kanadischen Kulturrats für das Studium der barocken Drehleier. In dieser Zeit transkribierte sie unter anderem Cello- und Violin-Werke von Johann Sebastian Bach für die barocke Drehleier.
Tobie Miller konzertiert als Interpretin auf der barocken Drehleier in unterschiedlichen Formationen. Zuweilen spielt sie im Duo beispielsweise mit dem österreichischen Drehleierspieler Matthias Loibner. Sie konzertiert in kleineren Ensembles der Alten Musik wie Baroque de Limoges, Les Musiciens de Saint Julien, Per-Sonat, Le Miroir de Musique, Leones, mit Eva-Maria Rusche und Marco Ambrosini, und mit ihren eigenen Ensembles La Rota und Ensemble Danguy. Letzteres ist nach dem berühmten französischen Drehleierspieler Danguy aus dem 18. Jahrhundert benannt. Die Debüt-CD mit ihrem Ensemble Danguy, La Belle Vielleuse, mit Sonaten des 18. Jahrhunderts für die Drehleier wurde von der Musikkritik sehr gut besprochen. Tobie Miller konzertiert auch in größeren Formationen unter Dirigenten wie Jordi Savall, Christophe Coin und Wieland Kuijken.
Neben ihrer Konzerttätigkeit unterrichtet sie regelmäßig in Workshops und Festivals wie Over the Water Hurdy Gurdy Festival, Les Journées de La Flûte à Bec, Asociaciòn Ibérica de la Zanfona, Sherborne Early Music Society und an der Schola Cantorum Basiliensis.